# Andreas Arntzen (Manager)
Andreas Arntzen (* 30. Juni 1967 in Hamburg) ist ein deutscher Verlagsmanager und ehemaliger Hockey-Bundesliga- und Nationalspieler. Er ist Gründer und Gesellschafter mehrerer Digitalfirmen, wie des Online-Dating-Portals Parship und radio.de. Seit März 2016 ist er Chief Executive Officer beim Wort & Bild Verlag. Im Dezember 2022 wurde Andreas Arntzen vom Medienmagazin kress pro zum Medienmanager des Jahres gekürt.

## Biografie

### Sportliche Karriere
15 Jahre lang war der 1,95 Meter große Arntzen beim Harvestehuder Tennis- und Hockey-Club Torhüter. Als Hockey-Bundesliga- und Nationalspieler gewann er mehrere DM-Titel und nahm  an Europa- und Weltmeisterschaften teil: 
- 1988 Junioren-Europameister[4]
- 1989 Militärweltmeister
- 1991 Silber Universiade Sheffield[5]
- 1994 Weltmeisterschaft in Sydney (4. Platz)
- 1995 Europapokalsieger der Pokalsieger
- 1994/1996 Deutscher Meister Halle
- 1996/1998 Deutscher Meister Feld
- 1997/1998 Europapokalsieger der Landesmeister Halle[6]
- 1997 Deutscher Pokalsieger[7]

### Berufliche Karriere
Andreas Arntzen studierte Betriebswirtschaftslehre an der Universität Hamburg. Er schloss seine akademische Laufbahn als Diplom-Betriebswirt ab. Bereits während des Studiums gründete er mit seinem Partner Christian Blunck vier Hockey-Sporteinzelhandelsgeschäfte in Hamburg, Düsseldorf, Rüsselsheim und Berlin. Nach seinem Examen begann Arntzen 1997 seine Berufslaufbahn bei der Werbeagentur FCB Wilkens in Hamburg als New Business Manager. 1998 wechselte er zur Verlagsgruppe Georg von Holtzbrinck ins Projektmanagement. Dort verantwortete er 1999 als Geschäftsführer den Roll-out des Online-Stellenmarkts „Jobline Germany GmbH“ und brachte dieses Unternehmen im Jahr 2000 an die Börse. Im selben Jahr gründete er auch die Online-Partnervermittlung Parship GmbH. Danach war er bis 2004 Geschäftsführer u. a. der Zeit-Verlagsgruppe und bis Ende 2006 der Verlagsgruppe Handelsblatt.
Von 2006 bis 2009 fungierte er als Konzerngeschäftsführer der Madsack-Verlagsgruppe, zuständig für Elektronische Medien und Zeitungen. Ab 2010 war Arntzen Geschäftsführender Gesellschafter der Beteiligungs- und Beratungsfirma Earlyshare GmbH, Hamburg. 
2014 übernahm er bei der NZZ-Medien AG, Zürich, die Geschäftsleitung Business Medien, Strategie und Mergers & Acquisitions. Darüber hinaus ist er Gründer und Gesellschafter mehrerer Digitalfirmen, wie apploft, radio.de, wesound und weiterer Internetfirmen. 
Seit 2016 ist er Chief Executive Officer beim Wort & Bild Verlag (u. a. Apotheken Umschau) in Baierbrunn bei München. Zudem bekleidet er Mandate als Stiftungsmentor bei Nicolaidis YougWings Stiftung, Beiratsmitglied  ProjectTogether, Beiratsmitglied bei der  Presse-Druck- und Verlags-GmbH, Mitglied des Kuratoriums Deutsche Sporthilfe und Vorstandsmitglied im  Medienverband freie Presse (MVFP). Im Dezember 2022 wurde Andreas Arntzen vom Medienmagazin kress pro zum Medienmanager des Jahres gekürt.

### Sonstiges
Andreas Arntzen ist verheiratet und hat zwei Kinder. 